# Constitution de la Suisse
Lire en ligne

Site officiel

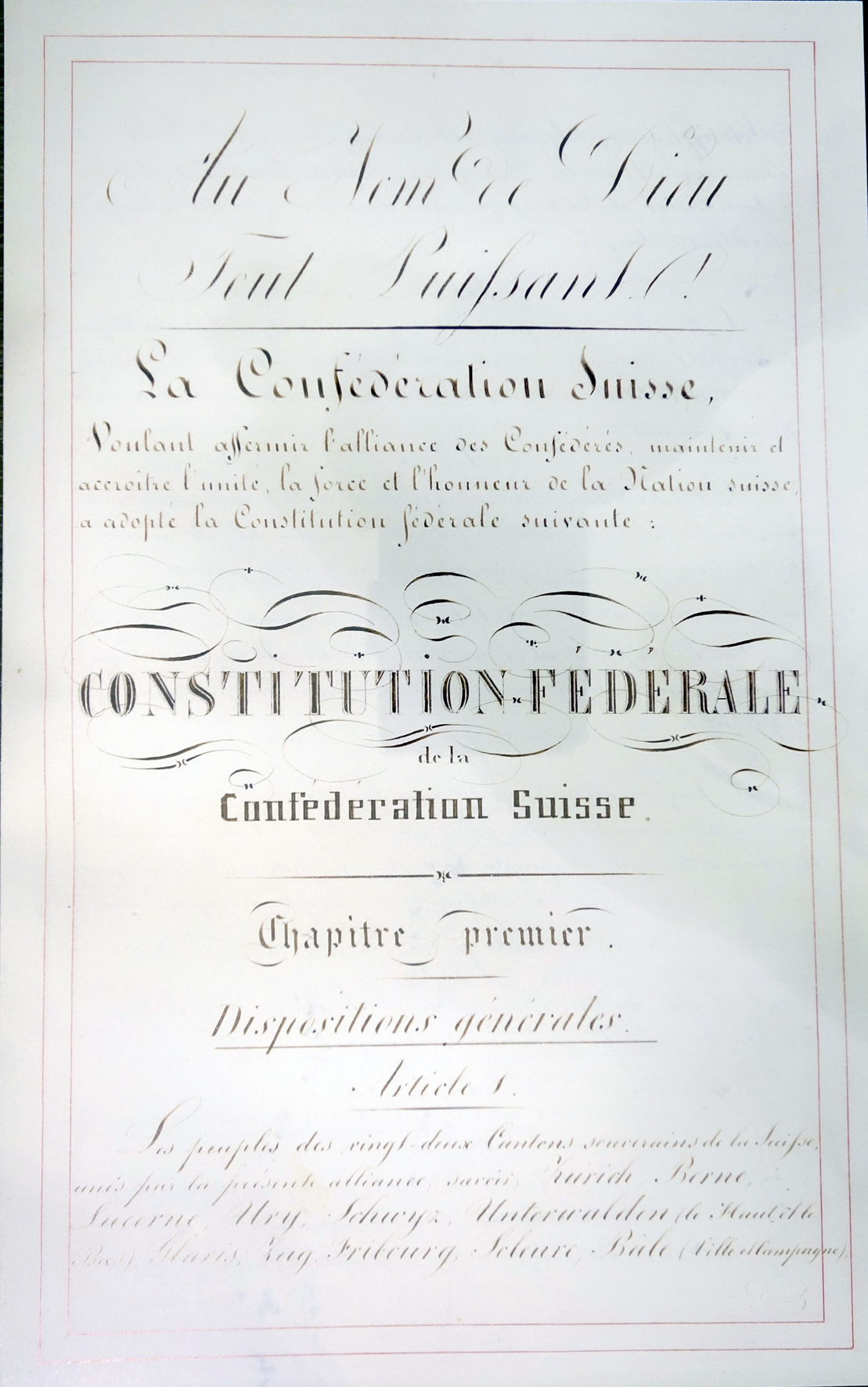
Page titre de la version francophone de la Constitution fédérale de 1848.

La Constitution fédérale de la Confédération suisse organise le fonctionnement de la Confédération suisse depuis l'État fédéral de 1848 et ses rapports avec les cantons, garantit un certain nombre de droits aux citoyens et oriente les buts sociaux de sa politique. La version actuellement en vigueur est la troisième constitution de la Suisse, après celles de 1848 et de 1874. Elle a été acceptée à la double majorité des cantons et du peuple suisse le 18 avril 1999 et est entrée en vigueur le 1er janvier 2000. Depuis, elle a été modifiée plusieurs fois à la suite de votations populaires.
Son préambule met, par l'invocation de Dieu, en lumière d’abord les désirs du peuple et des cantons de renforcer la liberté, la démocratie, l’indépendance, ensuite le vivre ensemble dans le respect et l'aide mutuelle et enfin l’usage de sa liberté. Aucun lien avec un texte d'intention, tel que la Déclaration universelle des droits de l'homme, n'est indiqué.
La Constitution ne peut être modifiée qu'à la suite d'une votation populaire à la double majorité. L'Assemblée fédérale veille à ce que la constitution respecte le principe de l’unité de la forme, celui de l’unité de la matière ou les règles impératives du droit international et peut annuler un article selon ce principe même si celui-ci est accepté par le peuple.
La Suisse dispose d'une constitution au sens formel. Cela signifie que les règles sont édictées par un pouvoir spécifique (le pouvoir constituant) et sont rassemblées dans un texte unique s'appliquant au fonctionnement de l'État.

## Constitution de la République helvétique
Les idéaux issus de la révolution américaine avec la Constitution de 1787 ainsi que les idéaux de la Révolution française, avec les principes de liberté, égalité, fraternité, se répandent en Suisse. Les disparités et différences (religion, richesse, villes/campagnes) entre les cantons mènent à l'éclatement de conflits disséminés dans tout le pays.
L'armée de Napoléon Bonaparte envahit la Confédération des XIII cantons en 1798. Une République helvétique est instaurée et le pays se voit imposer une Constitution instituant un État unitaire fondé sur le modèle français, ce qui ne fonctionna pas vraiment. Les gens voyaient les Français comme les envahisseurs à qui ils devaient des impôts ; la présence française a cependant rendu le Pays de Vaud indépendant du bailliage bernois, celui-là percevait donc la France différemment.

## Acte de Médiation
En 1803 Bonaparte, alors premier consul en France, fait rédiger une nouvelle constitution. La Suisse redevient une confédération formée de 19 cantons qui sont autant d'États souverains. Il n'y a plus de capitale.

## Pacte fédéral de 1815
Napoléon Ier perd la bataille de Leipzig en octobre 1813. L'Acte de Médiation ne peut durer sans la puissance française et tombe avec Bonaparte. C'est pourquoi les Suisses doivent se trouver une nouvelle constitution. Fin 1814 déjà, les cantons à tendance progressiste écrivent une Déclaration le 29 décembre 1813, sous l'impulsion de la Diète fédérale. Mais certains cantons, comme Berne, la refusent, car le point principal de cette déclaration est la reconnaissance des nouveaux cantons comme cantons égaux (Berne avait toujours des prétentions concernant son ancien territoire sujet, le Pays de Vaud).
C'est pourquoi les cantons progressistes emmenés par Zurich créent le Bundesverein afin d'établir un lien entre les Confédérés car l'Acte de Médiation n'existe plus. Cependant les cantons conservateurs vont s'unir à Lucerne et créer la fameuse Diète séparée de Lucerne (mars 1814). Ce clan estime que seule est légitime la Diète des anciens cantons. À cette Diète figurent Fribourg, Uri, Schwytz, Unterwald, Soleure et Lucerne, le tout emmené par Berne.
Mais les vainqueurs de Napoléon, les coalisés, enjoignent ces derniers de rejoindre la Diète zurichoise, chose qu'ils font dès avril 1814. Cette diète siège plus d'un an jusqu'en août 1815. Durant cette Longue Diète, sous la menace des Alliés de dissoudre la Confédération, les Suisses décident d'adopter le projet lucernois de pacte, projet clairement conservateur sur tous les points concernant l'organisation de l'État. Mais les progressistes obtiennent un élément primordial, l'égalité entre les cantons, y compris les nouveaux cantons.
À la suite du congrès de Vienne, Genève, Neuchâtel et le Valais rejoignent la Confédération.
Au bout du compte, le Pacte de 1815 est un retour en arrière pour les Confédérés, le seul point sur lequel le pays se renforce est le domaine de la Défense où on conserve le maintien d'un général, œuvre de la Médiation. On a donc un retour à une Diète qui ne compte qu'un représentant par canton. Les droits fondamentaux sont laissés de côté, seul demeure le vestige du paragraphe 7 qui prévoit une égalité entre cantons (ce qui ne signifie pas une égalité entre individus).
Avec le Pacte de 1815, la Suisse n'aura que rarement été aussi faible face à l'étranger, subissant sans cesse le diktat des Alliés. Notamment l'imposition du Conclusum qui obligea les cantons à surveiller leur presse et à ne pas accepter les révolutionnaires étrangers. L'Autriche menacera même d'intervenir militairement en cas de non-respect de ce conclusum. Ce comportement suscite l'indignation populaire, de plus en plus de citoyens souhaitent un organe permanent capable de défendre les intérêts de la Suisse. Un fort vent nationaliste souffle dès lors en Suisse, un sentiment commun qui dépasse les clivages cantonaux.
Dès 1830, certains cantons libéraux vont se doter de nouvelles constitutions et des frictions avec les cantons conservateurs se multiplient. Ces Constitutions libérales garantissent au citoyen des droits économiques et politiques.

## Constitution de 1848
Pour un article plus général, voir État fédéral de 1848.
La nouvelle constitution est rédigée au début de 1848 et elle est adoptée par la Diète. Elle sera ensuite approuvée, le 6 juin 1848, par quinze cantons et demi contre six et demi.
L'idée maîtresse de la nouvelle charte est de donner à la Suisse un gouvernement plus centralisé et de lui confier bon nombre de pouvoirs et de devoirs qui incombaient jusqu'alors aux cantons.
Ce transfert de compétences va favoriser le développement économique du pays en supprimant les barrières douanières intérieures qui avaient empêché jusqu'alors la libre circulation des personnes, des marchandises et des valeurs pécuniaires.
Sur le plan des institutions, la principale innovation est la mise en place d'un Parlement bicaméral – l'Assemblée fédérale – et d'un gouvernement de sept membres, le Conseil fédéral, avec une présidence tournante.
La nouvelle constitution garantit par ailleurs aux citoyens un certain nombre de droits et de libertés, notamment la liberté de la presse, la liberté de religion et le droit d'établissement.
Autre innovation importante : le droit des citoyens d'obtenir un changement de la constitution par vote populaire.
Cependant, comme partout ailleurs à l'époque, seuls les hommes ont le droit de vote.
La nouvelle Assemblée fédérale se réunit pour la première fois le 6 novembre 1848, les forces réformistes et progressistes étant nettement majoritaires. L'Assemblée élit le premier gouvernement fédéral et désigne le premier président fédéral en la personne de Jonas Furrer. Elle fait par ailleurs de Berne la capitale de la Suisse ou plus exactement la ville fédérale selon son appellation officielle.
Dans les années qui suivent, l'Assemblée fédérale adopte une série de lois qui centralisent et unifient l'administration. L'État fédéral prend ainsi en mains les services postaux et crée une monnaie et un système de poids et de mesures unique. Il abolit par ailleurs les douanes intérieures, qui avaient sérieusement handicapé jusqu'alors le commerce inter-cantonal.

## Constitution de 1874

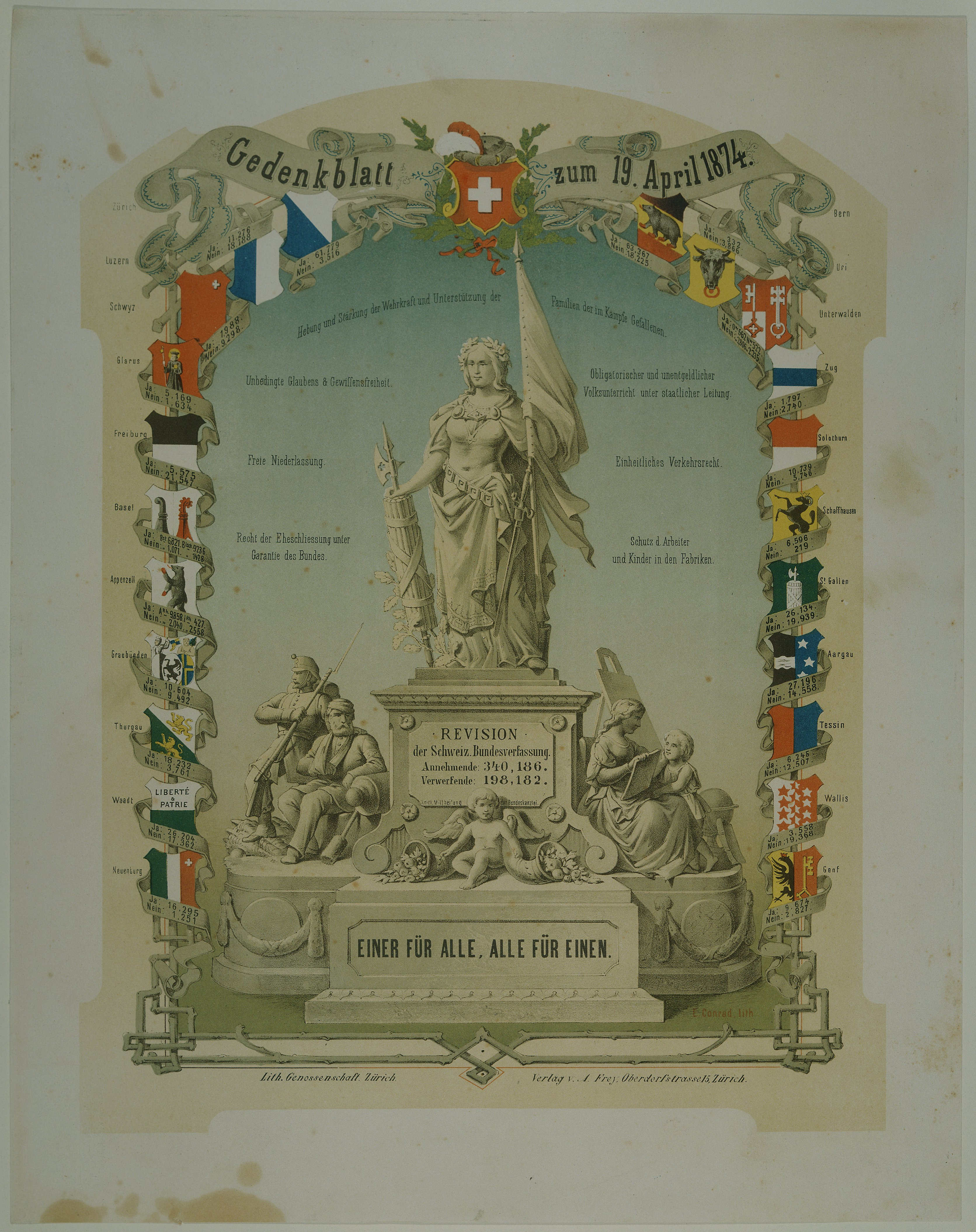
Affiche commémorative pour la révision de la Constitution fédérale suisse de 1874.

La Constitution de 1848 fut révisée par la votation le 14 janvier 1866, mais un seul objet fut alors accepté, sur les 9 proposés. Les dirigeants envisagèrent alors une révision générale de la Constitution et l'Assemblée fédérale ouvrit ainsi le débat en 1869. Un projet est approuvé le 5 mai 1872. Mais le référendum du 12 mai 1872 donne un résultat négatif : par 260 859 non contre 255 609 oui, le projet est rejeté, mais surtout par 11 cantons et 4 demi-cantons contre 8 cantons et deux demi cantons.
Le débat se poursuit alors et un nouveau projet est adopté par l'Assemblée fédérale le 31 janvier 1874, puis accepté en votation populaire du 19 avril 1874, par 340 199 voix contre 198 013 non ; 12 cantons et 3 demi-cantons approuvaient le projet contre 7 cantons et 3 demi-cantons. La nouvelle Constitution de 1874 fut déclarée en vigueur par l'Assemblée fédérale le 29 mai 1874.
Les modifications successives introduisent progressivement une primauté partielle du droit fédéral sur le droit cantonal. Le référendum facultatif est ajouté à cette date dans la constitution. Le Tribunal fédéral est instauré avec l'entrée en vigueur de la Constitution de 1874.
Selon l'historien Josef Lang, l'acceptation de la constitution de 1874 par 63 % des votants est « la plus grande avancée démocratique de l'histoire suisse », avec notamment :
- Introduction du référendum législatif ;
- Liberté confessionnelle et droits politiques étendus aux hommes non-chrétiens ;
- Garantie des droits politiques dans la commune et le canton de résidence (et pas que de naissance) ;
- École primaire gratuite, obligatoire et non-confessionnelle ;
- Protection des eaux et des forêts.

Le texte laisse de grandes questions irrésolues, en particulier : le droit de vote des femmes (introduit en 1971), la sécurité sociale (AVS introduite en 1947) et l'élection du Conseil national à la proportionnelle (introduit en 1918). Ces questions figurent parmi les revendications de la grève générale de 1918.

## Constitution de 1999
La constitution de 1999 est la troisième constitution de la Confédération suisse. Elle a été acceptée à la double majorité des cantons et du peuple suisse le 18 avril 1999 et est entrée en vigueur le 1er janvier 2000.
Elle organise le fonctionnement de l'État et ses rapports avec les cantons, garantit un certain nombre de droits aux citoyens et oriente les buts sociaux de sa politique.
Son préambule met en lumière les désirs du peuple et des cantons de renforcer la liberté, la démocratie, l’indépendance ainsi que de vivre ensemble dans le respect et l'aide mutuelle et enfin de faire usage de sa liberté. Aucun lien avec un texte d'intention, tel que la Déclaration universelle des droits de l'homme, n'est indiqué.
La Constitution ne peut être modifiée qu'à la suite d'une votation populaire à la double majorité. L'Assemblée fédérale veille à ce que la constitution respecte le principe de l’unité de la forme, celui de l’unité de la matière ou les règles impératives du droit international et peut annuler un article selon ce principe même si celui-ci est accepté par le peuple.

### En bref
La constitution de 1999 fait suite au besoin de réorganisation de la constitution originale de 1848 et de celle de 1874, qui avaient été modifiées plus de 140 fois. La constitution était considérée comme devenue illisible. Ainsi, certains articles ajoutés à la suite d'une initiative populaire, par exemple l'interdiction de l'absinthe, ont été retirés de la constitution.
En fait, la constitution de 1999 est une réorganisation des précédentes. L'organisation de l'État et les principes fondamentaux restant globalement les mêmes (la primauté du droit fédéral sur le droit cantonal est toutefois introduite explicitement), seules quatre lois furent modifiées ainsi qu'une ordonnance abrogée. On note la disparition de la peine de mort pour haute trahison, prévue en temps de guerre.

### Histoire
Il a fallu plus de vingt ans pour modifier la Constitution. En effet, c'est à la suite des travaux de la commission Wahlen, en 1973, puis Furgler et aussi d'un rapport du Conseil fédéral en 1985 que l'assemblée fédérale décide d'une révision totale de la constitution et en charge le Conseil fédéral en 1987.
La nouvelle constitution, selon le mandat de l'assemblée, doit rendre le texte constitutionnellement à jour, systématique et compréhensible.
C'est en 1996 que le Conseil fédéral remet aux Chambres son message proposant quelques réformes dans les secteurs de la justice et des droits populaires. Le 18 décembre 1998, l'Assemblée fédérale, après modifications et ajouts, l'adopte.
Le 18 avril 1999 par 59,16 % de oui et 12 cantons plus deux demi-cantons favorables, le peuple accepta l'arrêté fédéral relatif à la mise à jour de la constitution. La participation à cette votation (35,89 %) est relativement faible.
| Question | Pour    | Pour  | Contre                  | Contre | Invalide/ blanc | Total     | Inscrits  | Partici- pation | Cantons pour | Cantons pour | Cantons contre | Cantons contre | Résultat |
| Question | Votes   | %     | Votes                   | %      | Invalide/ blanc | Total     | Inscrits  | Partici- pation | Entiers      | Demi         | Entiers        | Demi           | Résultat |
| --- | ------- | ----- | ----------------------- | ------ | --------------- | --------- | --------- | --------------- | ------------ | ------------ | -------------- | -------------- | -------- |
| « Acceptez-vous l’arrêté fédéral du 18 décembre 1998 relatif à une mise à jour de la Constitution fédérale ? »  | 969 310 | 59.16 | 669 158                 | 40.84  | 28 401          | 1 666 869 | 4 643 521 | 35.89 %         | 12           | 2            | 8              | 4              | Acceptée |
| \| Votes « oui » (59,16 %) \| \| \| Votes « non » (40,84 %) \| \| ▲ \| \| \| \| \| Majorité absolue \| \| \| \| |         |       |                         |        |                 |           |           |                 |              |              |                |                |          |
| |         |       |                         |        |                 |           |           |                 |              |              |                |                |          |
| source : Chancellerie fédérale                                                                                  |         |       |                         |        |                 |           |           |                 |              |              |                |                |          |
| Votes « oui » (59,16 %)                                                                                         |         |       | Votes « non » (40,84 %) |        |                 |           |           |                 |              |              |                |                |          |
| ▲ |         |       |                         |        |                 |           |           |                 |              |              |                |                |          |
| Majorité absolue                                                                                                |         |       |                         |        |                 |           |           |                 |              |              |                |                |          |

### Organisation du texte
- Titre premier : Dispositions générales (articles 1 à 6).
- Titre 2 : Droits fondamentaux, citoyenneté et buts sociaux (articles 7 à 41).
- Titre 3 : Confédération, cantons et communes (articles 42 à 137).
- Titre 4 : Peuple et cantons (articles 138 à 142).
- Titre 5 : Autorités fédérales (articles 143 à 191).
- Titre 6 : Révision de la Constitution et dispositions transitoires (articles 192 à 197).

### Dispositions importantes
- Art. 1 : Définit la notion de Confédération suisse, les noms des 26 cantons.
- Art. 2 : Indique les buts poursuivis par le pays.
- Art. 3 : Explique que les cantons sont souverains dans les domaines qui ne sont pas attribués à la Confédération.
- Art. 5 : Garantit que les activités de l'État ont pour base et limite le droit.
- Art. 7 : La dignité humaine est respectée et protégée en tant que principe de base des droits fondamentaux. Ce droit ne peut en aucun cas être limité par l'État, même sous conditions exceptionnelles.
- Art. 10 : Interdit la peine de mort, au nom du droit à la vie de chacun, et la torture.
- Art. 38 : Garantie du maintien du droit du sang pour l'obtention de la nationalité suisse.
- Art. 41 : Définit les buts sociaux de l'État et garantit notamment l'accès aux soins, à la protection sociale (chômage, invalidité, maladie, vieillesse), au logement, à l'éducation.
- Art. 48 : L'alliance et les traités entre cantons contraires au droit et aux intérêts de la Confédération et des cantons sont interdits. En revanche, les cantons ont le droit de conclure entre eux des conventions (sur la législation, la justice et l'administration). La Confédération doit être informée de ces conventions : l'Assemblée fédérale doit approuver ces conventions (art 172.2).
- Art. 49 : Primauté du droit fédéral.
- Art. 54 : Les Affaires étrangères relèvent de la compétence de la Confédération.
  - Art. 184 : Le Conseil fédéral représente la Suisse à l'étranger. Il signe et ratifie les traités internationaux sous réserve des droits de participation de l'Assemblée fédérale (art. 166.2).
  - Art. 140 al. let. b et art. 141 al. 1 let. d : Certains traités internationaux et l'adhésion à des organisations internationales sont soumis au référendum.
- Art. 59 : Obligation de servir.
- Art. 72 : Précise que les rapports entre l'Église et l'État sont du ressort des cantons.
- Art. 136 : Droits politiques des citoyens suisses.
- Art. 138-142 : Définition et fonctionnement des droits populaires, tels que l'initiative populaire et le référendum.
- Art. 173 al. 1 let. a et art. 185 al. 1 : La Confédération prend des mesures préservant la sécurité, l'indépendance et la neutralité du pays.
  - Art. 173 al. 1 let. d et art 185 al. 4 : Le Conseil fédéral et l'Assemblée Fédérale disposent de l'armée, le Conseil fédéral n'est cependant dans ce domaine que subsidiaire.
  - Art 173. 2 : (Par extension) Seule l'Assemblée fédérale peut décider sur la Guerre et la Paix.
- Art. 177 : Principe de la collégialité au sein du Conseil fédéral.
- Art. 191c : Garantie d'indépendance de la Justice.

### Révision
La constitution peut être modifiée ou révisée totalement sur la base des articles 192 à 195. Le peuple, le Conseil fédéral ou l'Assemblée fédérale peuvent être les initiateurs d'une modification partielle ou totale que le peuple ainsi que les Cantons doivent accepter en votations populaires (dit double majorité).
Toute modification ou révision totale de la Constitution fédérale doit respecter le droit international (jus cogens).
Dans le cas d'une révision totale de la constitution, les deux chambres doivent également être renouvelées (élections anticipées).